# Свети Георги (Елшан)
„Свети Георги“ (на гръцки: Ιερός Ναός Αγίου Γεωργίου) е православна църква в сярското село Елшан (Карпери), Егейска Македония, Гърция, енорийски храм на Сярската и Нигритска епархия на Вселенската патриаршия.

## История
Основният камък на църквата е поставен на 31 май 1967 година, а храмът е завършен в 1984 година. Църквата е построена в 1967 година на мястото на разрушена по-стара църква, като финансирането е изцяло от дарения на енориашите. Осветена е на 21 септември 1984 година от митрополит Максим Серски и Нигритски. В архитектурно отношение е кръстокуполен храм.
Към енорията принадлежат и църквите „Света Параскева“ и „Преображение Господне“.